# 普羅塔拉斯
普羅塔拉斯（希臘語：Πρωταράς），是塞浦路斯東南部法馬古斯塔區的旅游度假小镇，行政上隶属于帕拉利姆尼市镇。鎮上有一座建於十四世紀的東正教教堂，主要經濟活動是旅遊業，人口20,230。
普罗塔拉斯有着清澈的天蓝海水和沙滩，沙滩中最著名的为无花果湾。参照西南约10公里处的圣纳帕的成功经验，普罗塔拉斯发展为规模相当的现代旅游度假区，有几十个大型旅店、公寓酒店、别墅、餐馆、酒吧及相关设施。与圣纳帕相比，这儿更安静，没有那么多的夜店，因此更吸引家庭及塞浦路斯人的旅游目的地。格雷科角距离普罗塔拉斯中心约10分钟的车程。